# Leptoneta hongdoensis
Leptoneta hongdoensis är en spindelart som beskrevs av Paik 1980. Leptoneta hongdoensis ingår i släktet Leptoneta och familjen Leptonetidae. Inga underarter finns listade i Catalogue of Life.